# سوسنية
الفصيلة السوسنية (باللاتينية: Iridaceae) هي فصيلة نباتية من صف أحاديات الفلقة. تضم هذه الفصيلة أكثر من ألفي نوع أهمها السوسن.
أفراد هذه العائلة عبارة عن نباتات معمرة ذات بصلة أو قرم أو جذمور. تنمو النباتات بشكل منتصب ولها أوراق تشبه العشب بشكل عام مع طية مركزية حادة. بعض الأمثلة على أفراد هذه العائلة هي العلم الأزرق والعلم الأصفر

## منالقبائلالتابعة لهذه الفصيلة
- الزعفراناوية (باللاتينية: Crocoideae)